# Радіоінтерферометр

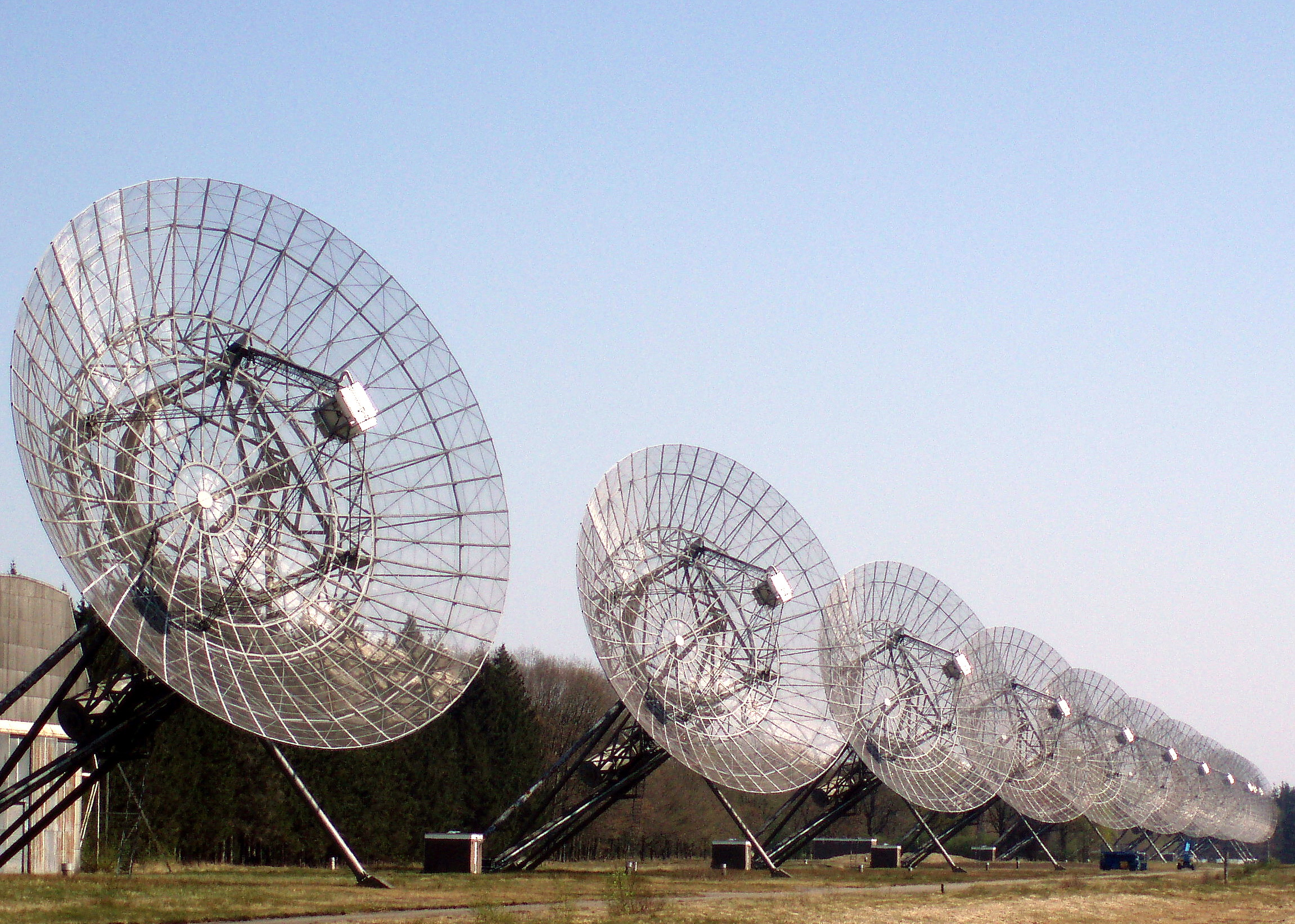
Радіоінтерферометр ВСРТ в обсерваторії Вестерборк (Нідерланди)

Радіоінтерферометр — прилад для радіоастрономічних спостережень з високою кутовою роздільністю, який складається, принаймні, з двох антен, рознесених на певну відстань і пов'язаних між собою кабельною лінією зв'язку.

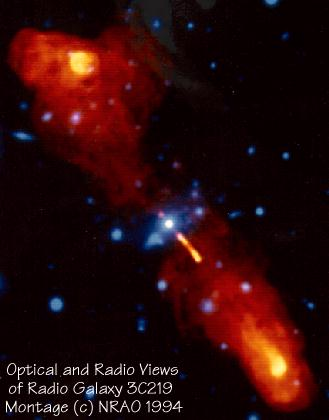
Суміщене зображення радиогалактики 3C 219 в оптичному (синій) і радіодіапазоні (червоний)

Радіоінтерферометри використовуються для вимірювання тонких кутових деталей в радіовипромінюванні неба. Зокрема, за їх допомогою отримують особливо точні координати і кутові розміри астрономічних об'єктів, а також радіозображення небесних тіл з високою роздільною здатністю.
За допомогою радіоінтерферометрії досягаються кутові роздільності до ~0,001". Для порівняння, гранична кутова роздільність одиничних антен радіотелескопів - ~17" (діаметра 100 м на довжині хвилі 7 мм), що недостатньо для розділення структури далеких радіоджерел. В оптичному діапазоні роздільність великих наземних телескопів (діаметр ~6 м) має межу ~1". Радіоінтерферометрія дає можливість проводити такі важливі для астрономії дослідження: вимірювання положень радіоджерел з точністю, що дозволяє досягати ототожнення з об'єктами, виявленими в оптичному та інших діапазонах електромагнітного спектра; вимірювати і порівнювати з порівнянною кутовою роздільністю такі параметри, як яскравість, поляризація і частотний спектр деталей об'єкта дослідження в оптичному і в радіодіапазоні.
Подальшим етапом розвитку радіоінтерферометрії став так званий метод наддалекої радіоінтерферометрії.

## Історія
Відкриття космічного радіовипромінювання Янський і Ребер зробили на основі вимірювань потужності, прийнятої однією антеною. Радіоінтерферометрія почала розвиватися після другої світової війни, під час якої дослідження впливу сонячної активності на радарні приймачі привернула додаткову увагу до можливостей радіоастрономії. У 1946 році Райл і Ванберг сконструювали радіоаналог оптичного інтерферометра Майкельсона, використовуючи дипольні антенні решітки для частоти 175 МГц. База змінювалася від 10 до 140 довжин хвиль. В цьому і в більшості інших інтерферометрів 1950-60-х років, що працюють на метрових довжинах хвиль, діаграма антен виставлялася за меридіаном і сканування за прямим сходженням здійснювалося під час обертання Землі.
У 1965 році радянські вчені Л. І. Матвєєнко, Н. С. Кардашов, Г. Б. Шоломицький запропонували незалежно реєструвати дані на кожній антені інтерферометра, а потім спільно їх обробляти, імітуючи явище інтерференції на комп'ютері. Це дозволяє розносити антени на як завгодно великі відстані. Тому метод отримав назву радіоінтерферометрії з наддовгою базою (РНДБ) і успішно використовується з початку 1970-х років.

## Принцип роботи

Геометрія елементарного інтерферометра

Фронт електромагнітної хвилі, випромінювань далекою зіркою, поблизу Землі можна вважати плоским. У випадку найпростішого інтерферометра, що складається з двох антен, різниця ходу променів, що прийшли на ці дві антени, дорівнюватиме
{\displaystyle \Delta =D\cdot \sin(\theta )},
де
{\displaystyle \Delta } — різниця ходу променів;
{\displaystyle D} — відстань між антенами;
{\displaystyle \theta } — кут між напрямком приходу променів і нормаллю до лінії, на якій розташовані антени.
Таким чином, при {\displaystyle \theta =0} хвилі, що прийшли на обидві антени, підсумовуються у фазі. У протифазі хвилі перший раз виявляться при
{\displaystyle \Delta ={\frac {\lambda }{2}}}, {\displaystyle \theta =\arcsin {\frac {\lambda }{2D}}},
де {\displaystyle \lambda } — довжина хвилі.
Наступний максимум буде при {\displaystyle \Delta =\lambda }, мінімум — при {\displaystyle \Delta ={\frac {3\lambda }{2}}}і т. д.
Таким чином, виходить багатопелюсткова діаграма спрямованості (ДС), ширина головного пелюстка якої при {\displaystyle \lambda <<D} дорівнює {\displaystyle {\frac {\lambda }{D}}}. Шириною головного пелюстка визначається максимальна кутова роздільність радіоінтерферометра, тобто вона приблизно дорівнює його ширині.
При більшій кількості періодично розташованих антен ширина головного максимуму буде визначатися відношенням довжини хвилі до відстані між крайніми антенами, а відстань до бічних максимумів — відношенням двох довжин хвиль до відстані між сусідніми антенами, тобто зі збільшенням кількості антен бічні максимуми будуть віддалятися від головного. Як правило, антени інтерферометра роблять спрямованими, знижуючи рівень бічних пелюсток діаграми спрямованості інтерферометра за рахунок ДН окремих антен.
Антени з'єднують через фазообертачі, керуючи якими, можна змінювати напрямок головного максимуму ДС інтерферометра.

## Будова
Радіоінтерферометр складається з двох (елементарний радіоінтерферометр) і більше антен, рознесених на велику відстань і пов'язаних між собою кабельною хвилевідною або ретрансляційною лінією зв'язку. Сигнали, що приймаються антенами від джерела радіовипромінювання, подаються по лінії зв'язку на вхід загального приймального пристрою, де вони аналізуються і реєструються.
Втрати у високочастотному кабелі і пов'язане з ним ослаблення сигналів обмежують базирадіоінтерферометра, особливо на високих частотах. Тому прийняті сигнали спочатку підсилюються, перетворюються до низьких частот і лише після цього передаються по кабелю або за допомогою ретранслятора, аналогічного телевізійному. При цьому, щоб не втратити когерентності сигналів і контролювати електричну довжину шляхів їх розповсюдження, передаються допоміжні сигнали. Довжина бази таких радіоінтерферометрів може складати десятки кілометрів, а кутова роздільність — десяті частки секунди дуги. Однак подальше збільшення бази пов'язане з труднощами передавання сигналів без втрати когерентності, складністю контролю електричних довжин каналів передавання сигналів і компенсації великих запізнень сигналів.

## Галерея радіоінтерферометрів

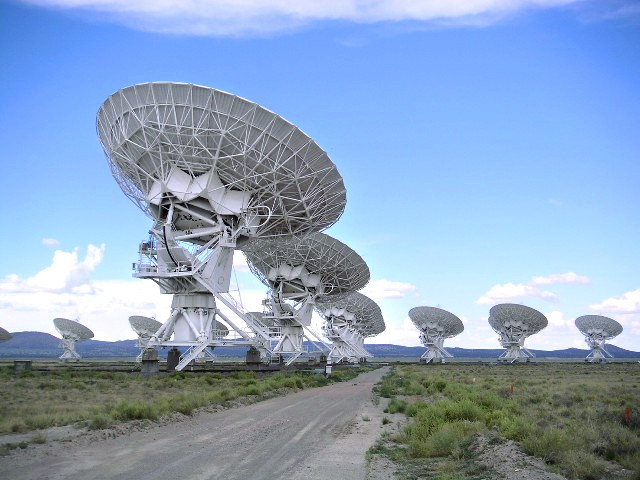
ДВМ
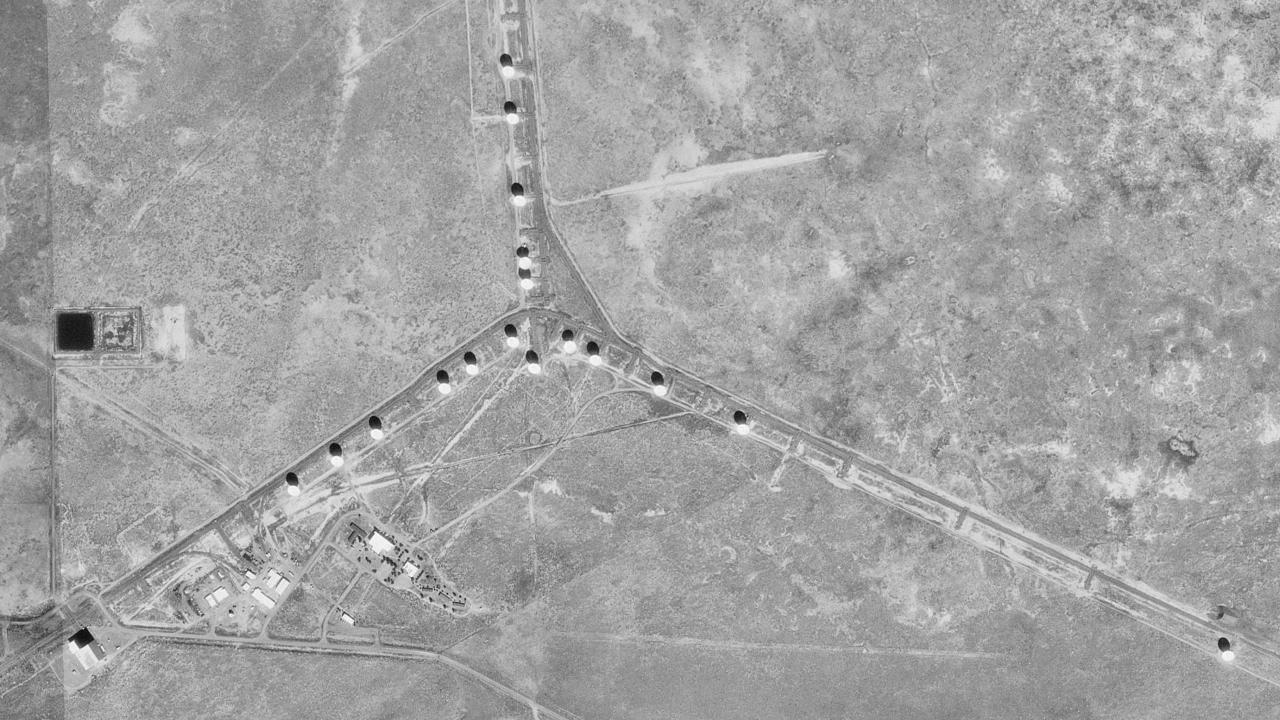
Вид ДВМ з орбіти ШСЗ
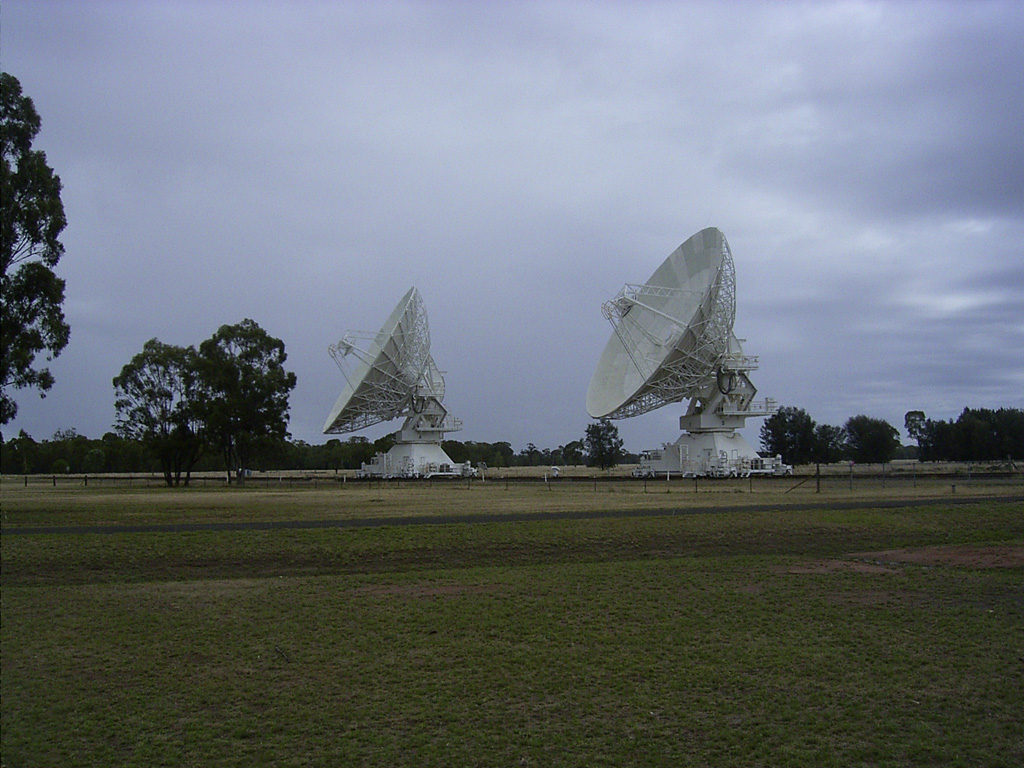
Головні антени АКМТ
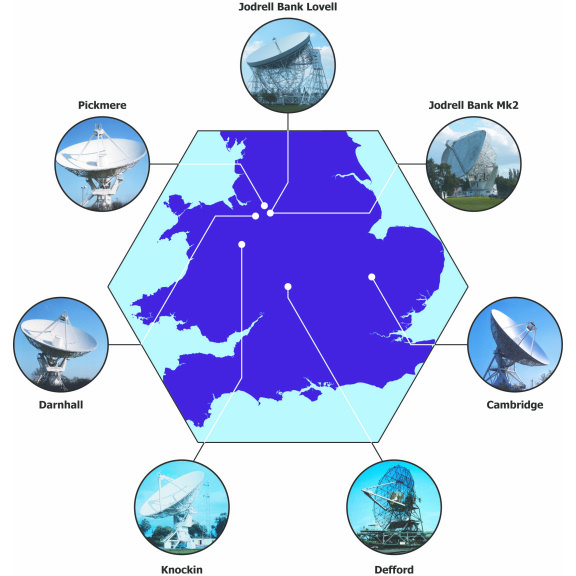
Карта МЕРЛІН
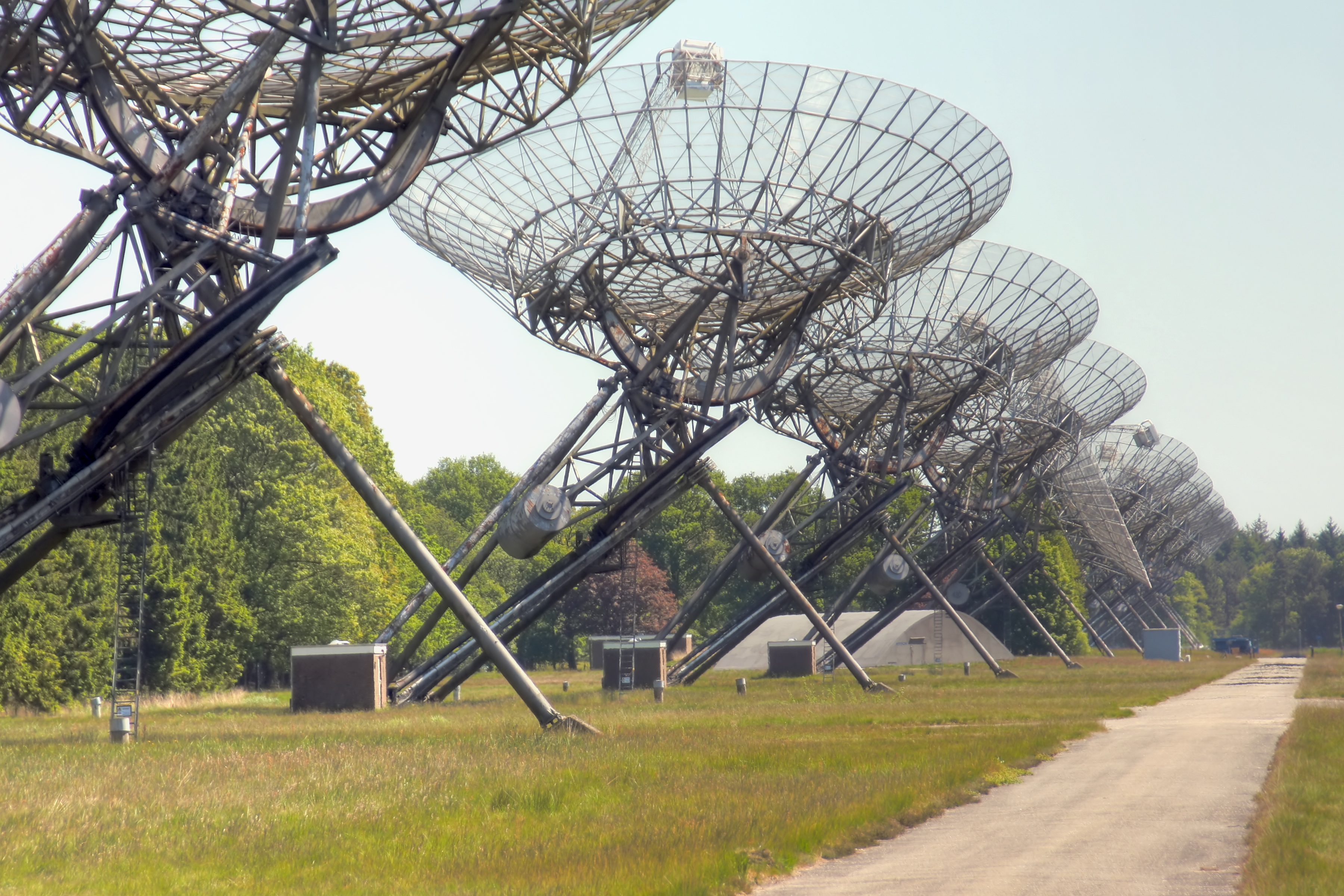
Радіотелескоп Вестерборк
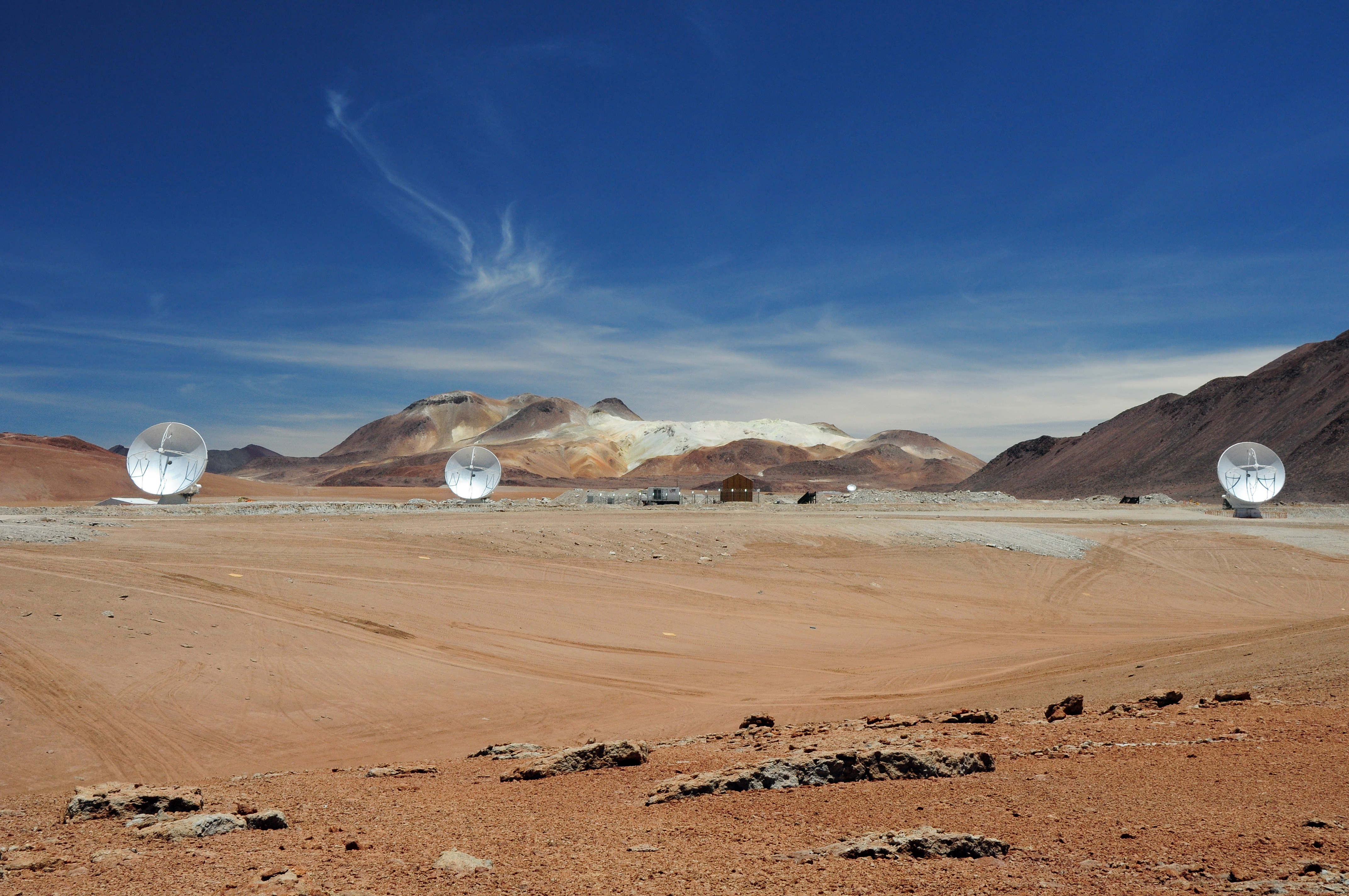
ALMA

## Галерея радіоінтерферометричних зображень

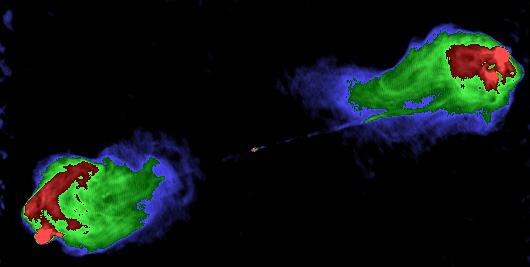
Лебідь А
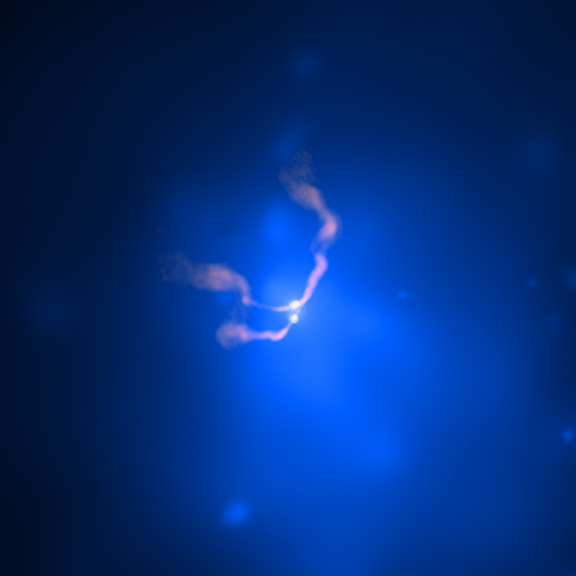
3C 75[en]